# 에밀 랑
에밀 랑(독일어: Emil Lang, 1909년 1월 14일 ~ 1944년 9월 3일)은 제2차 세계 대전때의 나치 독일의 파일럿이다. 그는 400번이 넘는 출격에서 총 173기(동부전선 144기, 서부전선 29기)를 격추시켰다. 1944년 벨기에에서 사망하였다. 주로 포케불프 Fw-190기에 탑승했었다.

## 어린 시절
에밀 '불리' 랑은 독일의 뷔르템베르크 내의 탈하임에서 태어났다. 그의 별명은 '불리'(Bully)였는데 불독을 닮았다 하여 친구들이 붙여준 별명이다. 그는 원래 육상선수임에 동시에 민간조종사였다.

## 제2차 세계대전
에밀 랑은 1942년 동부전선의 JG 54 전투비행단에 선발되었다. 5월 첫 번째 격추를 기록하고, 1943년 10월 21일 12기의 소련 전투기를 격추시켰다. 얼마후 랑은 18기를 격추시켰는데, 이는 역사상 하루 최다 격추 기록이다. 1944년 6월까지 150기를 격추시키고 그해 7월 9일 스핏파이어 기 3기를 5분만에, 8월 15일에는 P-47 2기를 1분, 8월 25일에는 P-38 3기를 3분만에 격추시켰다. 1944년 랑은 나치 독일의 총통 아돌프 히틀러에게 기사 십자 철십자 훈장을 수여받기도 했다.

## 죽음
에밀 랑은 1944년 9월 3일 연합국과의 공중전 도중 기체에 이상이 발생, 랑을 쫓던 영국의 중위 테리 스펜서에게 격추당했다. 랑은 탈출하지 못했고, 그대로 사망하였다.

## 수여 훈장
- 독일 공군 명예장
- 독일 십자 훈장
- 독일 공군 철십자 훈장
- 떡갈나무잎 기사 십자 철십자 훈장

| 전임 대위 요하네스 나우만 | 제15대 제26전투비행단 제2비행집단 비행집단장 1944년 6월 29일 – 1944년 9월 3일 | 후임 대위 게오르크페터 에더 |